# Subespaço vetorial
Sejam V e W espaços vetoriais definidos sobre o mesmo corpo F. W é um subespaço vetorial de V quando, como conjunto, W é um subconjunto não vazio de V, e as operações +: W x W -> W e .: F x W -> W são as mesmas que +: V x V -> V e .: F x V -> V, quando efetuadas em elementos de W.

## Definição
A definição rigorosa de subespaço vetorial tem a seguinte forma:
Sejam {\displaystyle (V,F,\oplus _{V},\otimes _{V},+,\times )\,} e {\displaystyle (W,F,\oplus _{W},\otimes _{W},+,\times )\,} espaços vetoriais sobre o corpo {\displaystyle (F,+,\times )\,}. Então W é um subespaço vetorial de V se, além de ser não vazio, satisfizer:
- {\displaystyle W\subset V\,}

- {\displaystyle \forall w_{1}\forall w_{2}(w_{1}\in W\land w_{2}\in W\rightarrow w_{1}\oplus _{W}w_{2}=w_{1}\oplus _{V}w_{2})\,}

- {\displaystyle \forall x\forall w(x\in F\land w\in W\rightarrow x\otimes _{W}w=x\otimes _{V}w)\,}

Essas duas últimas propriedades podem ser sucintamente representadas por:
- {\displaystyle \oplus _{V}/(W\times W)=\oplus _{W}\,}

- {\displaystyle \otimes _{V}/(F\times W)=\oplus _{W}\,}

usando a definição de restrição de uma função a subconjunto de seu domínio.
De modo geral, quando se diz que {\displaystyle (V,F,\oplus ,\otimes ,+,\times )\,} é um espaço vetorial e {\displaystyle W\subset V\,}, presume-se que as operações em W são as mesmas de V, então para se provar que W é um subespaço vetorial de V basta provar que W é um espaço vetorial, ou seja, que {\displaystyle 0_{V}\in W\,} e que as operações de soma de vetores de W e de multiplicação de escalar por vetor de W geram elementos de W.

## Exemplos
- Em {\displaystyle \mathbb {R} ^{3}\,}, o conjunto {\displaystyle \mathbb {R} ^{2}\times \{0\}\,} é um subespaço vetorial.

- Se considerarmos que {\displaystyle \mathbb {C} \,} é um espaço vetorial sobre {\displaystyle \mathbb {Q} \,}, então {\displaystyle \mathbb {R} \,} é um subespaço vetorial.

- O conjunto {\displaystyle W=\{(x,y,z):x+y+z=0\}} é um subespaço vetorial de {\displaystyle \mathbb {R} ^{3}}.

- O conjunto dado pelas equações paramétricas {\displaystyle W=\{(u+3v,-u-v,2u+v):u,v\in \mathbb {R} \}} é um subespaço vetorial de {\displaystyle \mathbb {R} ^{3}}.

- Os exemplos acimas são casos particulares de uma classe de exemplos: seja {\displaystyle L:V\to W\,} uma função linear. Então o núcleo de L (denotado por ker(L)) e a imagem de L (denotada por Im(L)) são subespaços vetoriais, respectivamente, de V e W.